# Filip Kiss
Pour les articles homonymes, voir Kiss.
Filip Kiss (prononcer ˈfɪlɪp ˈkɪʃ), né le 13 octobre 1990 à Dunajská Streda, en Tchécoslovaquie, est un footballeur international slovaque. Il joue pour le club saoudien ud KFC Komárno.
Il a été champion de Slovaquie en 2010-2011 avec le Slovan Bratislava.

## Biographie

### Carrière en club

#### Slovan Bratislava
Kiss signe son premier contrat professionnel avec l'Inter Bratislava en 2008 où, non utilisé, il part la saison suivante pour Petržalka. Après un transfert au Slovan Bratislava à l'intersaison de 2010, il s'impose dans l'équipe première et remporte le titre de champion de Slovaquie 2010-2011.

#### Cardiff City
Le 22 juillet 2011, il est prêté par son club à Cardiff City, club gallois qui évolue en Football League Championship (deuxième division anglaise), prêt assorti d'une indemnité d'environ 550 000 €. Quelques jours après son arrivée à Cardiff, il fait part de son désir de s'engager durablement avec les Bluebirds, souhait partagé par son entraîneur Malcolm Mackay.
Peinant pour se faire une place dans l'effectif, il élève progressivement son niveau de jeu jusqu'à devenir un titulaire régulier à la place de Stephen McPhail. Le 26 février 2012, il prend part à la finale de coupe de la Ligue anglaise, qui oppose Cardiff City à Liverpool au stade de Wembley devant près de 90 000 spectateurs, match que remporte Liverpool aux tirs au but.
Quelques jours plus tard, il est officiellement transféré et signe un contrat de 4 ans contre une indemnité de transfert d'environ 500 000 £ (625 000 €). Lorsque la saison se termine, sa première avec Cardiff, il a joué 33 matchs toutes compétitions confondues.
Dès le recrutement de Kiss, l'entraîneur du club exprime son impatience de le voir progresser : « Je languis de voir jusqu'où il va aller dans les prochaines saisons. Filip peut avoir un poids important [dans l'équipe] pour sa deuxième saison en Championship. »

### Carrière internationale
Après avoir porté 11 fois le maillot de l'équipe de Slovaquie des moins de 19 ans entre 2008 à 2009, Kiss devient le capitaine de l'équipe de Slovaquie espoirs.
Il reçoit sa première sélection en équipe de Slovaquie le 5 mars 2014, en amical contre Israël. Il dispute par la suite quatre matchs comptant pour les éliminatoires du championnat d'Europe 2016.

### Vie personnelle
Sa petite-amie est Veronika Klechová, footballeuse slovaque.

## Palmarès
| Slovan Bratislava - Championnat de Slovaquie (1) - Champion : 2011 | Cardiff City - Coupe de la Ligue : finaliste (1) - 2011-2012 |

## Statistiques

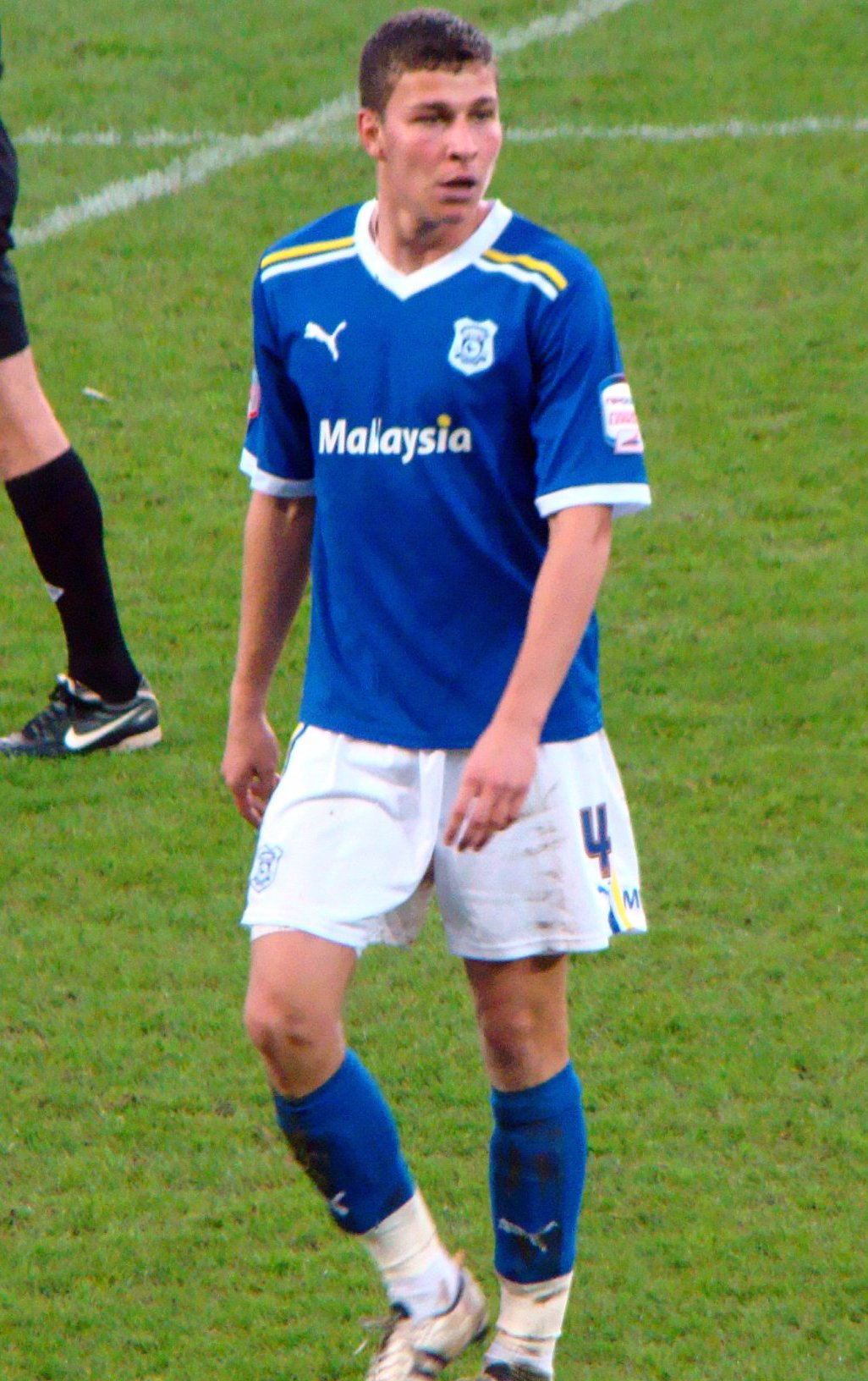
Filip Kiss sous les couleurs de Cardiff City en novembre 2011.

| Saison                | Club                  | Championnat              | Championnat | Championnat | Coupe(s) nationale(s) | Coupe(s) nationale(s) | Compétition(s) continentale(s) | Compétition(s) continentale(s) | Compétition(s) continentale(s) | Total | Total |
| Saison                | Club                  | Division                 | M.          | B.          | M.                    | B.                    | Comp.                          | M.                             | B.                             | M.    | B.    |
| 2008 - 2009           | Inter Bratislava      | Slovak First League (D2) | -           | -           | 2                     | -                     | -                              | -                              | -                              | 2     | 0     |
| Sous-total            | Sous-total            | Sous-total               | 0           | 0           | 2                     | 0                     | -                              | 0                              | 0                              | 2     | 0     |
| 2009 - 2010           | Petržalka             | Slovak Superliga (D1)    | 23          | 4           | -                     | -                     | -                              | -                              | -                              | 23    | 4     |
| Sous-total            | Sous-total            | Sous-total               | 23          | 4           | 0                     | 0                     | -                              | 0                              | 0                              | 23    | 4     |
| 2010 - 2011           | Slovan Bratislava     | Slovak Superliga (D1)    | 11          | 3           | 3                     | 2                     | -                              | -                              | -                              | 14    | 5     |
| 2011 - 2012           | Slovan Bratislava     | Slovak Superliga (D1)    | -           | -           | -                     | -                     | C1                             | 1                              | -                              | 1     | 0     |
| Sous-total            | Sous-total            | Sous-total               | 11          | 3           | 3                     | 2                     | -                              | 1                              | 0                              | 15    | 5     |
| 2011 - 2012           | Cardiff City          | Championship (D2)        | 27          | 1           | 6                     | 0                     | -                              | -                              | -                              | 33    | 1     |
| 2012 - 2013           | Cardiff City          | Championship (D2)        | 2           | 0           | 1                     | 0                     | -                              | -                              | -                              | 3     | 0     |
| Sous-total            | Sous-total            | Sous-total               | 29          | 1           | 7                     | 0                     | -                              | 0                              | 0                              | 36    | 1     |
| Total sur la carrière | Total sur la carrière | Total sur la carrière    | 63          | 8           | 12                    | 2                     | -                              | 1                              | 0                              | 76    | 10    |